# Seqüència d'escuradents

Primers passos de la seqüència d'escuradents.

La seqüència d'escuradents és una seqüència de patrons bidimensionals que es poden formar afegint repetidament segments de línia ("escuradents") al patró anterior de la seqüència.

## Descripció

Els primers tres passos de la seqüència i la seva emulació per un autòmat cel·lular de bloc (veïnatge de Margolus).

El primer ordre de la seqüència és un únic escuradents. Cada ordre posterior és format agafant l'ordre anterior i, per cada extrem exposat, afegint un nou escuradents centrat en angle recte en aquell extrem.
Aquest procés forma un patró de creixement al qual el nombre de segments en l'ordre {\displaystyle n} oscil·la amb un patró fractal entre {\displaystyle 0.45n^{2}} i {\displaystyle 0.67n^{2}}. Si {\displaystyle \mathrm {T} (n)} indica el nombre de segments a aquell ordre, llavors els valors de {\displaystyle n} als quals {\displaystyle {\operatorname {T({\mathcal {n}})} /\operatorname {{\mathcal {n}}^{2}} }} és proper al màxim ocorren quan {\displaystyle n} és proper a una potència de dos, mentre que els valors pels quals és proper al mínim ocorren a proper dels nombres que són aproximadament 1.43 vegades una potència de dos. L'estructura dels ordres en la seqüència sovint s'assemblen al fractal T-quadrat, o bé la distribució de cel·les en l'autòmat cel·lular d'Ulam–Warburton.
Totes les regions del patró envoltades per escuradents són quadrats o rectangles. S'ha conjecturat que cada rectangle obert en el patró d'escuradents (és a dir, un rectangle que està completament envoltat per escuradents però no té escuradents creuant-ne l'interior) té longituds i àrees que són potències de dos, amb un dels costats essent com a molt dos.